# Azatbek Omurbekov
Azatbek Asanbekovič Omurbekov (Азатбек Асанбекович Омурбеков; * asi 1982) je ruský podplukovník, velitel 64. motostřelecké brigády. Médii je označován jako Řezník z Buči.

## Životopis
Omurbekov má burjatské předky, v roce 2014 byl vyznamenán ruským náměstkem ministra obrany Dmitrijem Bulgakovem za „mimořádné služby“ při anexi Krymu. V hodnosti podplukovníka ruské armády byl jmenován velitelem 64. motostřelecké brigády ruských pozemních sil se sídlem v Chabarovsku. Jednotka se zúčastnila kyjevské ofenzívy zahájené 24. února 2022 během ruské invaze na Ukrajinu. Po dobytí kyjevského předměstí Buča brigáda obsadila město spolu s čečenskými kadyrovskými silami a spáchala masakr v Buči, vraždy a mučení asi 320 ukrajinských civilistů, které mezinárodní společenství považovalo za válečný zločin a akt genocidy ukrajinského lidu.
Médii je označován jako „řezník z Buči“, protože podle dostupných informací je velitelem, který stál za masakrem v tomto ukrajinském městě. Podle zpráv ukrajinské strany Omurbekov nejen konání svých vojáků ve městě toleroval, ale měl se ho také účastnit – údajně osobně popravoval civilisty a znásilnil několik žen.
Omurbekov a jeho muži opustili Buču 30. března 2022. Ukrajinské jednotky pak ve městě našly asi 300 zavražděných civilistů. Někteří měli svázané ruce, někteří byli před smrtí mučeni. Některá těla ležela na ulicích i několik týdnů. „Ruské jednotky zabily celé rodiny i s dětmi. Snažily se spálit těla. Lidé byli stříleni zezadu, někteří na ulicích, někteří byli naházeni do studní. Byli zabiti ve svých domech, někteří byli přejeti tanky jen tak z rozmaru. Podřezávali jim krky, ženy byly znásilňovány před očima svých dětí,“ popsal dění v Buče po své návštěvě ukrajinský prezident Volodymyr Zelenskyj.
Zelenskyj se pak vyslovil pro zřízení tribunálu, který by podobně jako Mezinárodní vojenský tribunál v Norimberku po druhé světové válce soudil válečné zločiny, kterých se dopustilo Rusko na Ukrajině.
Krátce před odjezdem na Ukrajinu Omurbekovovi požehnal chabarovský biskup a po masakru dosáhl mezinárodního významu, byl považován za podněcovatele těchto událostí a dostal přezdívku Řezník z Buče. Kromě toho dobrovolnická komunita InformNapalm, která se věnuje sledování pohybu ruských jednotek, zveřejnila jeho jméno, e-mailovou adresu, telefonní číslo a adresu bydliště. Je na sankčních seznamech Evropské unie, Japonska, Švýcarska, Ukrajiny a Spojeného království.
V Rusku byl za své bojové aktivity na Ukrajině oceněn vyznamenáním Hrdina Ruské federace za "odvahu a hrdinství", na budově střední školy v Kupinu, kterou navštěvoval, mu byla odhalena pamětní deska.